# Сорга
Сорга (итал. Sorgà) је насеље у Италији у округу Верона, региону Венето.
Према процени из 2011. у насељу је живело 552 становника. Насеље се налази на надморској висини од 23 м.

## Становништво
Према резултатима пописа становништва 2011. у општини је живело 3.112 становника.
| 1931. | 1936. | 1951. | 1961. | 1971. | 1981. | 1991. | 2001. | 2011. |
| ----- | ----- | ----- | ----- | ----- | ----- | ----- | ----- | ----- |
| 4.011 | 4.080 | 4.402 | 3.585 | 2.984 | 2.950 | 3.004 | 2.980 | 3.112 |